# Marshmello
Marshmello, również jako Dotcom, właściwie Christopher Comstock (ur. 19 maja 1992 w Filadelfii) – amerykański producent muzyczny i DJ. Nagrał pięć albumów studyjnych: Joytime (2016), Joytime II (2018), Joytime III (2019), Shockwave (2021) oraz Sugar Papi (2023).

## Dyskografia

### Albumy studyjne
| Rok  | Album                                                                                            | Najwyższe pozycje na listach przebojów | Najwyższe pozycje na listach przebojów | Najwyższe pozycje na listach przebojów | Najwyższe pozycje na listach przebojów |
| Rok  | Album                                                                                            | USA                                    | USA Dance                              | USA Heat                               | USA Indie                              |
| ---- | ------------------------------------------------------------------------------------------------ | -------------------------------------- | -------------------------------------- | -------------------------------------- | -------------------------------------- |
| 2016 | Joytime - Wydany: 8 stycznia 2016 - Wytwórnia: Joytime Collective - Format: digital download     | –                                      | 5                                      | 14                                     | 41                                     |
| 2018 | Joytime II - Wydany: 22 czerwca 2018 - Wytwórnia: Joytime Collective - Format: digital download  | 165                                    | 1                                      | 6                                      | 21                                     |
| 2019 | Joytime III - Wydany: 3 lipca 2019 - Wytwórnia: Joytime Collective - Format: digital download    | –                                      | 1                                      | –                                      | 29                                     |
| 2021 | Shockwave - Wydany: 11 czerwca 2021 - Wytwórnia: Joytime Collective - Format: digital download   | –                                      | 3                                      | –                                      | 44                                     |
| 2023 | Sugar Papi - Wydany: 3 listopada 2023 - Wytwórnia: Joytime Collective - Format: digital download | –                                      | –                                      | –                                      | –                                      |

### Single
| Rok                          | Tytuł                                                         | Najwyższe pozycje na listach przebojów | Najwyższe pozycje na listach przebojów | Najwyższe pozycje na listach przebojów | Najwyższe pozycje na listach przebojów | Najwyższe pozycje na listach przebojów | Najwyższe pozycje na listach przebojów | Najwyższe pozycje na listach przebojów | Najwyższe pozycje na listach przebojów | Najwyższe pozycje na listach przebojów | Najwyższe pozycje na listach przebojów | Certyfikat | Album                      |
| Rok                          | Tytuł                                                         | USA                                    | AUS                                    | CAN                                    | GER                                    | IRL                                    | NZ                                     | POL                                    | SWE                                    | SWI                                    | UK                                     | Certyfikat | Album                      |
| ---------------------------- | ------------------------------------------------------------- | -------------------------------------- | -------------------------------------- | -------------------------------------- | -------------------------------------- | -------------------------------------- | -------------------------------------- | -------------------------------------- | -------------------------------------- | -------------------------------------- | -------------------------------------- | --- | -------------------------- |
| 2015                         | „Keep It Mello” (gośc. Omar LinX)                             | –                                      | –                                      | –                                      | –                                      | –                                      | –                                      | –                                      | –                                      | –                                      | –                                      | - USA: złota płyta | Joytime                    |
| 2016                         | „Colour”                                                      | –                                      | –                                      | –                                      | –                                      | –                                      | –                                      | –                                      | –                                      | –                                      | –                                      | | —                          |
| 2016                         | „Alone”                                                       | 60                                     | –                                      | 56                                     | –                                      | –                                      | –                                      | –                                      | –                                      | –                                      | –                                      | - USA: platynowa płyta - CAN: platynowa płyta | Monstercat 027 – Cataclysm |
| 2016                         | „Magic” (oraz Jauz)                                           | –                                      | –                                      | –                                      | –                                      | –                                      | –                                      | –                                      | –                                      | –                                      | –                                      | | —                          |
| 2016                         | „Freal Luv” (oraz Far East Movement, gośc. Chanyeol, Tinashe) | –                                      | –                                      | –                                      | –                                      | –                                      | –                                      | –                                      | –                                      | –                                      | –                                      | | Identity                   |
| 2016                         | „Ritual” (gośc. Wrabel)                                       | –                                      | –                                      | 82                                     | –                                      | –                                      | –                                      | –                                      | –                                      | –                                      | –                                      | | —                          |
| 2017                         | „Chasing Colors” (oraz Ookay, gośc. Noah Cyrus)               | –                                      | –                                      | –                                      | –                                      | –                                      | –                                      | –                                      | –                                      | –                                      | –                                      | | —                          |
| 2017                         | „Twinbow” (oraz Slushii)                                      | –                                      | –                                      | –                                      | –                                      | –                                      | –                                      | –                                      | –                                      | –                                      | –                                      | | —                          |
| 2017                         | „Moving On”                                                   | –                                      | –                                      | –                                      | –                                      | –                                      | –                                      | –                                      | –                                      | –                                      | –                                      | | —                          |
| 2017                         | „Love U”                                                      | –                                      | –                                      | –                                      | –                                      | –                                      | –                                      | –                                      | –                                      | –                                      | –                                      | | —                          |
| 2017                         | „Silence” (gośc. Khalid)                                      | 30                                     | 5                                      | 7                                      | 6                                      | 4                                      | 3                                      | 29                                     | 5                                      | 20                                     | 3                                      | - USA: 2x platynowa płyta - AUS: 5x platynowa płyta - CAN: 3x platynowa płyta - GER: platynowa płyta - NZ: 2x platynowa płyta - POL: 2x platynowa płyta - SWE: 4x platynowa płyta - UK: platynowa płyta | —                          |
| 2017                         | „You & Me”                                                    | –                                      | –                                      | –                                      | –                                      | –                                      | –                                      | –                                      | –                                      | –                                      | –                                      | | —                          |
| 2017                         | „Wolves” (oraz Selena Gomez)                                  | 20                                     | 5                                      | 7                                      | 11                                     | 5                                      | 10                                     | 1                                      | 7                                      | 9                                      | 9                                      | - USA: platynowa płyta - AUS: 3x platynowa płyta - CAN: 3x platynowa płyta - GER: złota płyta - NZ: platynowa płyta - SWE: 2x platynowa płyta - UK: złota płyta - POL: 3x platynowa płyta               | —                          |
| 2018                         | „Spotlight” (oraz Lil Peep)                                   | –                                      | –                                      | 73                                     | –                                      | –                                      | –                                      | –                                      | 61                                     | –                                      | 74                                     | | —                          |
| 2018                         | „Friends” (oraz Anne-Marie)                                   | 11                                     | 4                                      | 5                                      | 1                                      | 3                                      | 6                                      | 13                                     | 5                                      | 4                                      | 4                                      | - USA: platynowa płyta - AUS: 2x platynowa płyta - CAN: 3x platynowa płyta - GER: złota płyta - NZ: złota płyta - SWI: platynowa płyta - UK: platynowa płyta - POL 4x platynowa płyta                   | Speak Your Mind            |
| 2018                         | „Everyday” (oraz Logic)                                       | 29                                     | 38                                     | 27                                     | 48                                     | 47                                     | 36                                     | –                                      | 34                                     | 60                                     | 46                                     | - CAN: złota płyta - POL: złota płyta | Bobby Tarantino II         |
| 2018                         | „Fly” (gośc. Leah Culver)                                     | –                                      | –                                      | –                                      | –                                      | –                                      | –                                      | –                                      | –                                      | –                                      | –                                      | | —                          |
| 2018                         | „You Can Cry” (oraz Juicy J, gośc. James Arthur)              | –                                      | –                                      | –                                      | –                                      | –                                      | –                                      | –                                      | –                                      | –                                      | 91                                     | | —                          |
| 2018                         | „Tell Me”                                                     | –                                      | –                                      | –                                      | –                                      | –                                      | –                                      | –                                      | –                                      | –                                      | –                                      | | Joytime II                 |
| 2018                         | „Check This Out”                                              | –                                      | –                                      | –                                      | –                                      | –                                      | –                                      | –                                      | –                                      | –                                      | –                                      | | Joytime II                 |
| 2018                         | „Happier” (oraz Bastille)                                     | 2                                      | 3                                      | 4                                      | 9                                      | 2                                      | 3                                      | 57                                     | 4                                      | 10                                     | 2                                      | - USA: 2x platynowa płyta - AUS: 3x platynowa płyta - CAN: 3x platynowa płyta - GER: złota płyta - NZ: platynowa płyta - SWE: złota płyta - UK: platynowa płyta - POL: 4x platynowa płyta               | —                          |
| 2018                         | „Bayen Habeit” (gośc. Amr Diab)                               | –                                      | –                                      | –                                      | –                                      | –                                      | –                                      | –                                      | –                                      | –                                      | –                                      | | —                          |
| 2018                         | „Project Dreams” (oraz Roddy Ricch)                           | –                                      | –                                      | –                                      | –                                      | –                                      | –                                      | –                                      | –                                      | –                                      | –                                      | | —                          |
| 2019                         | „BIBA” (oraz Pritam, gośc. Shirley Setia)                     | –                                      | –                                      | –                                      | –                                      | –                                      | –                                      | –                                      | –                                      | –                                      | –                                      | | —                          |
| 2019                         | „Here with Me” (gośc. Chvrches)                               |                                        |                                        |                                        |                                        |                                        |                                        |                                        |                                        |                                        |                                        | - POL: złota płyta |                            |
| 2020                         | „Be Kind” (oraz Halsey)                                       |                                        |                                        |                                        |                                        |                                        |                                        |                                        |                                        |                                        |                                        | - POL: 2x platynowa płyta | Manic                      |
| 2020                         | „Come & Go” (oraz Juice Wrld)                                 |                                        |                                        |                                        |                                        |                                        |                                        |                                        |                                        |                                        |                                        | - POL: złota płyta | Legends Never Die          |
| 2021                         | „Leave Before You Love Me” (oraz Jonas Brothers)              |                                        |                                        |                                        |                                        |                                        |                                        |                                        |                                        |                                        |                                        | - POL: 2x platynowa płyta |                            |
| „–” singiel nie był notowany |                                                               |                                        |                                        |                                        |                                        |                                        |                                        |                                        |                                        |                                        |                                        | |                            |

### Remiksy
2015
- „Outside” – Calvin Harris (gościnnie Ellie Goulding)[37]
- „I Want You to Know” – Zedd (gościnnie Selena Gomez)[38]
- „Beautiful Now” – Zedd (gościnnie Jon Bellion)[39]
- „One Last Time” – Ariana Grande[40]
- „Waiting For Love” – Avicii[41]
- „Where Are Ü Now” – Jack Ü (gościnnie Justin Bieber)[42]
- „Where Are Ü Now” – Jack Ü (gościnnie Justin Bieber) (Marshmello Remix + Skrillex Flip)[43]
- „Hello” – Adele[44]
- „Need U (100%)” – Duke Dumont (Jauz & Marshmello Remix)[45]

2016
- „Flash Funk” – Warsongs[46]
- „Want U 2” – Marshmello(Marshmello & Slushii Remix)[47]
- „BonBon” – Era Istrefi[48]
- „Alarm” – Anne-Marie[49]
- „Sing Me to Sleep” – Alan Walker[50]
- „No Money” – Galantis[51]
- „Oops” – Martin Garrix[52]